# Шта кажеш после здраво?
Шта кажеш после здраво?: психологија људске судбине (енгл. What do you say after you say hello?) је књига самопомоћи канадског психијатра Ерика Берна (енгл. Eric Berne) (1910-1970) објављенa 1964. године. На српском језику књига је први пут објављена 1989. године.

## О аутору
Ерик Берн је рођен 1910. године у Монтреалу у Канади. Студије медицине је завршио са 21, а магисрирао са 25 година. Познат је као као творац трансакционе анализе. Право име му је Eric Lennard Bernstein.
Аутор је следећих књига: Коју игру играш (Games People Play); Transactional Analysis in Psychotherapy, A Layman's Guide to Psychiatry and Psychoanalysis; Секс у љубави (Sex in Human Loving); The Structure and Dynamics of Organizations and Groups; Beyond Games and Scripts; Principles of Group Treatment; The Mind in Action; The Happy Valley; Intuition and Ego States: The Origins of Transactional Analysis; Principles of Group Treatment...
Ерик Берн је умро 1970. године.

## О делу
Књига Шта кажеш после здраво? садржи у себи питања која су у вези са људским живљењењем и битне проблеме друштвених наука. Разматра питање социјалне психологије као што је: ,,Зашто људи разговарају једни са другима?’’ и питање социјалне психијатрије: ,,Зашто људи воле да буду допадљиви?’’.
Књига је наставак раније објављених радова о трансакционој анализи. Ауторова намера је била да књига буде напреднији уџбеник психотерапије. Истиче повезаност људске судбине са родитељским утицајима, утицајима предака, пренаталним и другим утицајима, откривајући тако облике понашања, њихово преношење, деловање, као и знаке за њихово препознавање.